# 山鹿素水
山鹿 素水（やまが そすい、1796年（寛政8年） - 1857年8月21日（安政4年7月2日））は、江戸時代の兵学者。

## 略歴
通称は八郎左衛門、字は子修、名は高補。
山鹿流の祖である山鹿素行の宗家（直系子孫ただし女系を挟む）津軽山鹿氏（惣祖・高恒）の末裔で、遠祖（山鹿素行）から6代目の子孫。
1808年（文化5年）、津軽藩主・津軽寧親に拝謁し家督相続。1828年（文政11年）、諸国遍歴の旅に出る。唐津・大分の藩士に家伝の山鹿流を教える。大分では豪商・後藤碩田の家を根城にしていたとされる。
変名で京都に在住時、京都守護在番中にあった綾部藩主の九鬼隆都に知られ、教えを授けるようになり、「田原藤兵衛」と名乗る。
これをきっかけに隆都は山鹿流に傾倒、綾部藩大番与力の安藤直章は、素水と相前後する山鹿流兵学の双璧であった幕臣の窪田清音と並び学んでいる。
1837年（天保8年）には、山鹿流が定着していた大垣藩の小原鉄心に伝授、1843年（天保14年）に綾部藩に招かれ、1845年（弘化2年）、剃髪し素水と号し、素行の『武教全書』を復刊。
1851年（嘉永4年）には、長州藩の吉田松陰、肥後藩の宮部鼎蔵が入門する。
1855年（安政2年）に幕府が講武所を開設、九鬼隆都が総裁、窪田清音が頭取兼兵学師範役に就任する。
幕府の御用学として山鹿流が採用されたのは、素水、九鬼、窪田の関係によるものとされる。
先祖素行の山鹿流を海防問題に有効に活用させたいという試みから、理論よりも実地教練を強調した著書が多い。
1857年（安政4年）、隆都の根城である丹波綾部城下に病没。綾部市神宮寺町上藤山の西福院に眠る。

## 家系
- 遠祖：山鹿素行
- 惣祖：山鹿高恒 - 山鹿宗家（津軽山鹿氏）初代。津軽藩家老。分家（庶次子・藤助）は平戸藩士（兵法師範）。
  - 山鹿高恒（津軽政実）に学んだ津軽政兕は赤穂事件の直後に、真っ先に家臣らと吉良邸に駆けつけ、義央の遺体を発見し負傷者の救助に協力した。また赤穂浪士らは黒石津軽家と弘前藩津軽家からの討手の追い討ちを警戒し、泉岳寺まで最短距離ではない逃走ルートを、かなりの早足で撤退したと伝わる。この様子は同じく山鹿流が伝わる平戸藩にも記されている[12]。
- 祖父：山鹿高美 - 山鹿流兵法だけでなく津軽藩に一刀流の地盤を固めている。
- 大叔父：山鹿高厚
- 嫡男：山鹿高幸
- 嫡孫：山鹿高敏 - 子孫は津軽伯爵家とともに明治維新を迎え、令和の御代に至る[13]。

## 著書
- 「嘉永二年酉十一月 阿部伊勢守殿江 山鹿素水上書之写」、[書写者不明]、NCID BB23898351。 - 老中の阿部正弘に宛てた手紙の写し
- 『海備』。 NCID BB21701081。 - 全策7巻 (存2巻) [43] 丁
- 『相州浦賀湊縮図』山鹿高補、1847年。 NCID BA69241948。 - 地図1舗
- 『海備芻言』胡老山人 [写]、1849年。 NCID BA70138720。 - [19]丁　別題『海備全策』7巻[注釈 2]（4冊 (合2冊) ）
- 『練兵実備』金花堂須原屋佐助、1850年。 NCID BB06553331。 - 全3冊
- 『練兵説畧』積徳堂、1851年。 NCID BB17938870。 - 35丁
- “吉田松陰関係資料 > 山鹿素水詩文”.   山口県立山口図書館・山口県文書館 (1851年). 2018年11月9日閲覧。

### 共著
- 山鹿素行、藤忠之、藤可慶『武教全書』丁子屋平兵衛 (賣弘)、1849年。 NCID BB08394126。 - (2, 8, 9, 54, 80丁)
- 塩田順庵、蒲生伊三郎、平山行蔵、安積艮齋『海防彙議』[書写者不明]、1849年。 NCID BB19557710。